# برونو مونتي
برونو مونتي (بالإيطالية: Bruno Monti)‏ مواليد 12 يونيو 1930 في ألبانو لاتسيالي، إيطاليا - الوفاة 16 أغسطس 2011 في روما، كان دراج إيطالي. سبق أن شارك في دورة الألعاب الأولمبية الصيفية وفاز بميدالية أولمبية.

## سجل النتائج

### سباقات أو مراحل فاز بها
- طواف سويسرا

## الميداليات
| الميدالية | المسابقة                       |
| --------- | ------------------------------ |
| فضية      | الألعاب الأولمبية الصيفية 1952 |

## روابط خارجية
- برونو مونتي على موقع أرشيف الدراجات (الإنجليزية)
- برونو مونتي على موقع إحصائيات الدراجات الإحترافية (الإنجليزية)
- برونو مونتي على موقع CycleBase (الإنجليزية)
- برونو مونتي على موقع اللجنة الأولمبية الدولية (الإنجليزية)
- برونو مونتي على موقع أوليمبيديا (الإنجليزية)